# Parque nacional Lomami
El parque nacional Lomami es un parque nacional ubicado en la República Democrática del Congo en África Central. Se encuentra en el medio de la cuenca del río Lomami, abarca territorio de las provincias de Tshopo y Maniema y un pequeño sector de bosques en las cuencas de los ríos Tshuapa y Lualaba. El parque nacional fue creado en julio del 2016. Es el noveno parque en el Congo.
El parque nacional Lomami posee una extensión de 8,879 km² (887,900 hectáreas) que comprende bosque húmedo tropical con islas de sabana en el sur y colinas en el oeste. El mismo aloja varias especies endémicas nacionales incluidos bonobo, okapi, pavo real del Congo, y una nueva especie de primate denominado lesula, como también la rara especie mono Dryas localmente llamado Inoko. Existe una importante población protegida de elefante africano del bosque en el sector norte del parque.